# Syzygium amplum
Syzygium amplum är en myrtenväxtart som beskrevs av Thomas Gordon Hartley och Lily May Perry. Syzygium amplum ingår i släktet Syzygium och familjen myrtenväxter. Inga underarter finns listade i Catalogue of Life.